# Pôle d'un corps céleste
Pour les articles homonymes, voir Pôle.

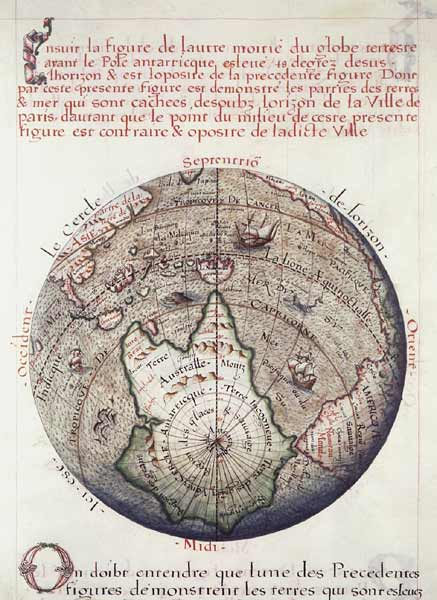
Le pôle antarctique sur une ancienne carte.

Un pôle géographique est, en géographie, l'un des deux points de la surface d'un corps céleste où passe l'axe de rotation de ce corps, par exemple la Terre.
Un astre possède donc deux pôles géographiques, situés à 90° de son équateur, de part et d'autre de celui-ci. Si l'astre est sphérique, les deux pôles sont situés à égale distance de l'équateur.

## Pôle géographique

### Planètes et leurs satellites
L'Union astronomique internationale définit le pôle nord géographique d'une planète ou d'un de ses satellites comme le pôle qui, par rapport au plan invariable du système solaire, se trouve dans le même hémisphère céleste que le pôle nord de la Terre. Cette définition signifie que le sens de rotation d'un objet peut être négatif (rotation rétrograde). En d'autres termes, il tourne dans le sens horaire avec vue du pôle nord au-dessus, plutôt que le sens anti-horaire « normal » en prenant le pôle nord de la Terre comme référence. 

Vénus tourne dans le sens contraire des autres planètes, Uranus a été renversé sur le côté et tourne presque perpendiculairement au reste du système solaire.
L'écliptique est à moins de 3° du plan invariable sur cinq millions d'années, mais il est maintenant incliné de 23,44° sur l'équateur céleste de la Terre utilisé pour les coordonnées de pôles. Cette grande valeur signifie que l'inclinaison d'un pôle par rapport à l'équateur céleste de la Terre pourrait être négative même si le pôle nord de la planète (comme Uranus) est au nord du plan invariable.
En cartographie, les pôles peuvent servir de point de référence pour les mesures.

### Planètes naines, comètes et leurs satellites
En 2009, l'UAI définit la règle de la main droite pour les planètes mineures, leurs satellites  et les comètes. Pour éviter la confusion avec les pôles « nord » et « sud », les pôles sont appelés « positif » et « négatif ».

## Pôles magnétiques
Les pôles magnétiques sont définis d'une manière analogue à ceux de la Terre : ce sont les endroits où les lignes de champ magnétique sont verticales ; leur direction détermine si le pôle est Nord ou Sud, quelle que soit la distance des pôles géographiques.

## Satellites synchrones
Dans le cas de satellites synchrones, quatre pôles peuvent être définis ; ce sont : les pôles proche, lointain, tête et queue.
Prenons l'exemple de Io, un des satellites naturels de Jupiter, qui tourne de façon synchrone, de sorte que son orientation par rapport à Jupiter reste constante. Seul un point de sa surface reste immobile face à Jupiter qui est au zénith, c'est le pôle proche, aussi appelé point sub-jovien ou point pro-jovien[réf. nécessaire]. À l'antipode de ce point est le pôle lointain, où Jupiter se trouve au nadir ; il est aussi appelé le point anti-jovien. 

À cause de la libration, les pôles situés dans l'axe ne sont pas immobiles et là on parle de pôles moyens parce que l'orbite de Io est légèrement excentrique et la gravité des autres lunes la perturbe régulièrement.